# السيد ميران الهاشمي
السيد ميران هاشمي (ت. 1108 هـ/1697 م) كان شاعرًا من جنوب آسيا، وصفه منيبور الرحمن بأنه "آخر شاعر كبير في العصر العادل الشاهي". ومن أعماله مثنوي بعنوان يوسف زليخة، ألفه سنة 1098 هـ/1687 م.